# Marafis
Els marafis (en llatí Maraphii, en grec antic Μαράφιοι, 'Maráfoi') formaven una de les tres tribus més importants en què es dividien el perses, segons Heròdot, i dominaven, juntament amb les altres dues, els pasàrgades (Pasagardae) i els maspis (Maspii), a les altres tribus perses.